# 457
457 (CDLVII) var ett normalår som började en tisdag i den julianska kalendern.

## Händelser

### Februari
- 7 februari – Leo I blir östromersk kejsare.

### Okänt datum
- Sedan Merovech har dött omkring detta eller föregående år efterträds han som kung över de saliska frankerna av sin son Childerik I (omkring detta eller nästa år).
- Julius Valerius Majorianus utropas till kejsare i västromerska riket av Ricimer.
- Victorius av Akvitanien fastställer nya tabeller för beräkning av påsk.
- Enligt den anglo-saxiska krönikan dödas 4.000 britter vid Crayford i strid mot Hengist och hans son Esc.
- Hormazd III blir kung av Persien.
- Perouz I gör uppror mot sin bror Hormazd III.
- I Indien besegrar Skandagupta av Guptariket hephthaliterna; inte förrän 480 kollapsar riket av deras anfall.

## Födda
- Leontia, prinsessa av Bysantinska riket.

## Avlidna
- 28 oktober – Ibas, biskop av Edessa.
- Marcianus, östromersk kejsare.
- Theodoret, kristen biskop och teolog.
- Yazdegerd II, kung av Persien.
- S:t Valerianus, biskop av Abbenza.